# 艾哈迈德·陶菲克
艾哈迈德·陶菲克（Ahmad Taufik，1965年7月12日—2017年3月23日），印尼记者，以批评苏哈托的独裁而闻名。
陶菲克本是《Tempo杂志》的记者，1994年该杂志被苏哈托“新秩序”政府的哈尔莫科查禁。这次查禁引发了全国性的示威游行和世界的谴责。
杂志封禁后，陶菲克与他人成立了独立记者联盟，苏哈托政府拒绝承认该团体。陶菲克后来成为该团体的主席。
1995年獲頒国际新闻自由奖。